# 노페 (프로게이머)
노페(본명: 정노철, 1988년 8월 11일 ~ )는 대한민국의 전직 리그 오브 레전드 프로게이머이다. 현재 프로게임단 지도자, 게임 해설가로 활동하고 있다. 선수 시절 포지션은 정글이었다. 아이디는 NoFe였다.

## 선수 시절
2012년 5월 7일, MVP 블루에 입단하면서 프로 커리어를 시작했다. 노페는 MVP 시절 LCK 정상급 정글러로 평가를 받아왔다.
2013년 2월 6일, 나진 화이트 실드에 입단했다. 2013 서머 시즌 팀의 8강 진출에 기여했다. 하지만 8강전 아주부 프로스트와의 경기에서 클라우드템플러에게 판정패하면서 탈락했다. 롤챔스 탈락 후 참가하는 NLB에서는 팀의 4강 진출에 기여했다.
2014년 2월 5일, 현역에서 은퇴했다.

## 지도자 생활
2014년 11월 14일, 후야 타이거즈의 감독으로 부임했다. 2015 스프링 시즌 팀의 준우승에 기여했다. 리그 오브 레전드 월드 챔피언십 2015에서 감독으로 참가했다. 노페는 대회 기간 동안 좋은 밴픽을 보여주면서 팀의 준우승에 기여했다. 2016시즌에서도 좋은 밴픽을 보여주었다는 평을 받았으며 서머 시즌 팀의 LCK 우승에 기여했다. 리그 오브 레전드 월드 챔피언십 2016에 참가했다. 대회에서 팀의 4강 진출에 기여했다.
2017시즌을 앞두고 에드워드 게이밍에 입단했다. 2017 서머 시즌 팀의 LPL 우승에 기여했다. 하지만 롤드컵에서는 조별라운드에서 탈락했다. 2018시즌에서는 팀이 부진했으며 이로 인해 2018시즌 종료 후 감독직에서 사퇴했다.
2019시즌을 앞두고 아프리카 프릭스의 수석코치로 부임했다. 2019년 5월에는 감독대행을 맡기도 했다.
2020시즌을 앞두고 한화생명 e스포츠의 코치로 부임했다. 하지만 팀은 2020시즌 부진했으며 서머 시즌에서는 9위라는 저조한 성적을 거두고 말았다.
2021년 서머 시즌을 앞두고 인빅투스 게이밍의 감독으로 부임했다. 하지만 자가격리로 인해 서머 시즌 초반 팀을 지휘하지 못했다. 자가격리에서 복귀한 이후에도 반등에는 실패해 13위로 시즌을 마쳤다. 2021시즌 종료 이후 감독직에서 물러났다.
2022시즌을 앞두고 빅토리 파이브의 감독으로 선임되었다. 2022시즌 종료 후 감독직에서 물러났다.

## 해설가 경력
SK텔레콤 LTE-A LoL 마스터즈 2014에서 첫 해설을 시작했다.
2021 스프링 시즌을 앞두고 LCK의 해설위원으로 합류했다. 이후 스프링 시즌 동안 해설위원으로 활동했다.
2023시즌을 앞두고 LCK 해설위원으로 복귀했다.

## 수상 경력

### 지도자
- 스베누 리그 오브 레전드 챔피언스 코리아 스프링 2015 준우승
- 리그 오브 레전드 월드 챔피언십 2015 준우승
- 롯데 꼬깔콘 리그 오브 레전드 챔피언스 코리아 스프링 2016 준우승
- 코카콜라 제로 리그 오브 레전드 챔피언스 코리아 서머 2016 우승
- 리그 오브 레전드 월드 챔피언십 2016 4강
- 리그 오브 레전드 프로리그 서머 2017 우승
- 리그 오브 레전드 프로리그 스프링 2018 준우승